# Ansgard
Ansgard ist ein alter, deutscher, weiblicher Vorname.

## Herkunft und Bedeutung
Der Name stammt aus dem Germanischen: ans- bedeutet übersetzt „Gottheit“ und gardaz heißt „Zaun“ oder „Einfriedung“ bzw. gard für „Schutz“. Vergleichbar ist das aus dem Althochdeutschen kommende ans, was „Gott“  bedeutet, und der Begriff garto, der dem Wort „Garten“ entspricht, oder gerd für „Hort“ bzw. „Schutz“. Das Altisländische enthält das Wort gardr, das „Zaun“ bedeutet.

## Varianten
- weiblich: Asgard

## Namensträgerinnen
- Ansgard von Burgund (826–880), erste Gemahlin des westfränkischen Königs Ludwig II